# Christoph Spycher
Christoph Spycher (* 30. března 1978, Wolhusen, Švýcarsko) je bývalý švýcarský fotbalový obránce a reprezentant, který zakončil profesionální kariéru v létě 2014 v klubu BSC Young Boys. Mimo Švýcarska hrál v Německu (v klubu Eintracht Frankfurt).
Účastník EURA 2004, EURA 2008 a MS 2006.

## Klubová kariéra
Christoph Spycher hrál ve Švýcarsku postupně za FC Münsingen, FC Luzern, Grasshopper, BSC Young Boys a v Německu za Eintracht Frankfurt.

## Reprezentační kariéra
Christoph Spycher debutoval v A-mužstvu Švýcarska v roce 2002. Zúčastnil se EURA 2004 v Portugalsku, domácího EURA 2008 (spolupořadatelství Švýcarska s Rakouskem) a MS 2006 v Německu. Celkem odehrál v letech 2002–2010 za národní tým 47 zápasů bez vstřeleného gólu.